# Potamon
Potamon Savigny, 1816 è un genere di granchi della famiglia dei Potamidi.

## Tassonomia
Comprende le seguenti specie:
- Potamon fluviatile (Herbst, 1785)
- Potamon ibericum (Bieberstein, 1809)
- Potamon potamios (Olivier, 1804)
- Potamon rhodium (Parisi, 1913)